# 조선민주주의인민공화국 림업성
림업성(林業省, 표준어: 임업성) 또는 영림성(營林省)은 조선민주주의인민공화국의 중앙 행정 기관이다. 삼림과 임야, 삼림 개발과 훼손에 대한 인허가를 담당한다. 버섯, 고사리 등의 식용 삼림 작물의 채취는 채취공업성으로 이관되었다. 1948년 9월 2일 내각 출범과 함께 설립되었다.

## 연혁
- 1948년 9월 2일 림업성 설치
- 림업부로 명칭 변경
- 림업성으로 명칭 변경

## 역대 상, 부상

### 역대 상
- 허헌 1948년 9월 2일 - 1951년 8월

- 고준택 1958년 4월 24일 - 1958년 9월 1일
- 고희만 1958년 9월 1일 -
- 송창렴 1961년 1월 21일 -
- 정동철 1962년 10월 23일 ~
- 정동철 1967년 12월 16일 ~

- 김재률 1984.03. ~ 1994.01.12, 림업부장
- 리춘석 1994.01.12. ~ 1995.10, 부장
- 김재률 1995.10. ~ , 부장

- 석군수 ? ~ 2008년 10월
- 김광영(金光榮) (2008년 10월 ~ 2012년 12월 3일)
- 김광영(金光榮) (2012년 12월 4일 ~ 2014년 4월)
- 한룡국 2014년 4월

### 역대 제1부상
- 고용대

### 역대 부상
- 김광영(金光榮), 2007년 10월 - 2008년 10월
- 김광영(金光榮), 2008년 10월
- 백계룡, 2008년 10월 - 2010년 2월
- 지광해, 2008년 10월 - 2010년 2월

## 같이 보기
- 석탄공업성
- 건설성